# Otok Koločep
Otok Koločep är en ö i Kroatien.   Den ligger i länet Dubrovnik-Neretvas län, i den sydöstra delen av landet, 400 km söder om huvudstaden Zagreb. Arean är 2,3 kvadratkilometer.
Terrängen på Otok Koločep är platt. Öns högsta punkt är 115 meter över havet. Den sträcker sig 2,5 kilometer i nord-sydlig riktning, och 3,1 kilometer i öst-västlig riktning.